# Зона ПВО
Зона ПВО, Зона противовоздушной обороны — территориальное оперативное объединение войск ПВО  в Вооружённых Силах Союза ССР накануне и во время Великой Отечественной войны осуществлявшее оборону войск и важных административно-политических и промышленных центров, расположенных в границах одного военного округа (фронта).

## История
В связи с напряжённостью в мире и тяжёлой международной обстановкой, продолжением мировой войны в Юго-Восточной Азии, в Западной и Центральной Европе партия и советское правительство думало о защите и обороне территории Союза ССР от воздушного нападения вероятного противника. Так в соответствии с решением Правительства Советского Союза по усилению противовоздушной обороны и Приказа Народного Комиссара Обороны Союза ССР № 0015 «О разделении территории СССР на зоны, районы и пункты ПВО», от 14 февраля 1941 года были образованы Зоны противовоздушной обороны (ЗПВО). 
3оны ПВО имели различный состав в зависимости от важности прикрываемых объектов. Командующие зонами ПВО (они же помощники командующего войсками ВО) решали вопросы общего планирования прикрытия важных объектов и руководства войсками ПВО. Для большей оперативности управления в зонах ПВО, в которых были части, прикрывавшие объекты на обширной территории и не входившие в состав соединений данной зоны, создавались бригадные районы ПВО, которые объединяли действия отдельных полков, дивизионов (батальонов).
В состав войск и сил зоны ПВО входили части и соединения ПВО, непосредственно выполнявшие задачи по обороне городов и других объектов на территории данной зоны, кроме истребительной авиации и войсковой зенитной артиллерии. Части истребительной авиации первоначально могли находиться лишь в оперативном подчинении частей ПВО, а с 1942 года некоторые истребительные авиационные подразделения стали входить непосредственно в состав войск ПВО.

## Зоны ПВО СССР
К 22 июня 1941 года на территории военных округов ВС Союза ССР имелось 13 зон ПВО:
- Северная (Ленинградский и Архангельский военный округ)
- Северо-Западная (Прибалтийский Особый военный округ)
- Западная (Западный Особый военный округ)
- Московская (Московский военный округ)
- Киевская (Киевский Особый военный округ)
- Южная (Одесский военный округ)
- Харьковская (Харьковский военный округ)
- Орловская (Орловский военный округ)
- Северо-Кавказская (Северо-Кавказский военный округ)
- Закавказская (Закавказский военный округ)
- Среднеазиатская (Среднеазиатский военный округ)
- Забайкальская (Забайкальский военный округ)
- Дальневосточная (Дальневосточный фронт).

В августе 1941 года управления Северной, Северо-Западной, Западной, Киевской и Южной зон ПВО были расформированы, а соединения и части этих зон подчинены непосредственно командованию соответствующих фронтов. 
Постановлением ГКО № 874сс «Об усилении и укреплении противовоздушной обороны территории Советского Союза», от 9 ноября 1941 года, были расформированы остальные зоны ПВО в европейской части Союза ССР. В Закавказье, Средней Азии, Забайкалье и на Дальнем Востоке зоны ПВО сохранялись до апреля 1945 года. Также этим постановлением образовывались 12 дивизионных районов ПВО:
- Архангельский дивизионный район ПВО
- Череповецко-Вологодский дивизионный район ПВО
- Рыбинско-Ярославский дивизионный район ПВО
- Ряжско-Тамбовский дивизионный район ПВО
- Воронежско-Борисоглебский дивизионный район ПВО
- Горьковский дивизионный район ПВО
- Казанский дивизионный район ПВО
- Пензенский дивизионный район ПВО
- Куйбышевский дивизионный район ПВО
- Саратовско-Балашовский дивизионный район ПВО
- Сталинградский дивизионный район ПВО
- Краснодарский дивизионный район ПВО
- Грозненский дивизионный район ПВО